# Santa Paolina
Santa Paolina là một đô thị (comune) thuộc tỉnh Avenllino trong vùng Campania của Ý. Santa Paolina có diện tích 8 km2, dân số là 1457 người (thời điểm ngày 1 tháng 4 năm 2009).